# Adolf Köcher

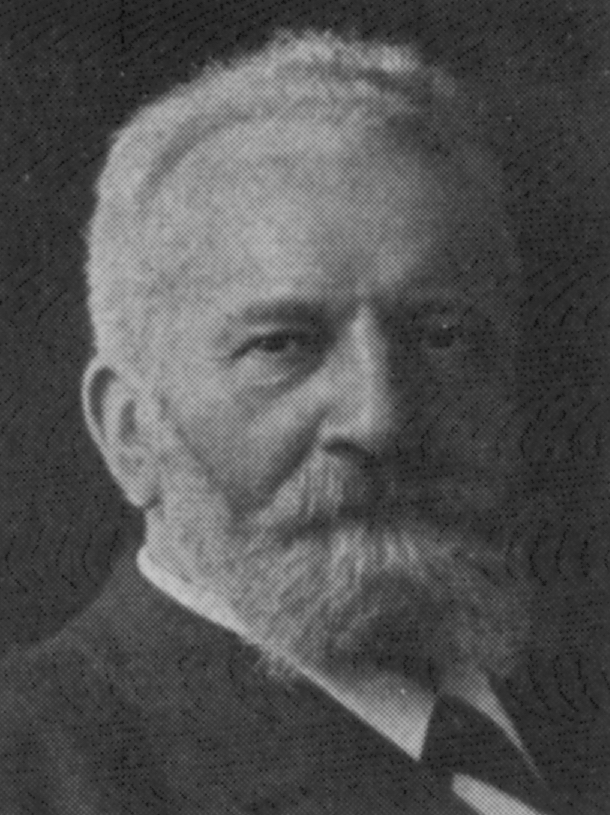
Adolf Köcher

Friedrich Wilhelm Adolf Köcher (* 31. Dezember 1848 in Dardesheim; † 30. August 1917 in Hannover) war ein deutscher Historiker, Hochschullehrer und Geheimer Studienrat.

## Leben
Adolf Köcher besuchte von Michaelis 1860 bis Ostern 1868 das Gymnasium in Halberstadt. Im Anschluss studierte er Philologie und Geschichte in Berlin, Wien und Bonn, wo er vor allem Vorlesungen von Theodor von Sickel, von Heinrich von Sybel „und Schäfer“ wahrnahm. An der Universität Bonn wurde Köcher auf der Grundlage seiner in lateinischer Sprache verfassten Abhandlung De Joannis Antiocheni aetate, fontibus, auctoritate am 16. Oktober 1871 zum Dr. phil. promoviert, bevor er am 6. Juli 1872 in Bonn die Prüfung pro facultate docendi bestand.
Zu Michaelis 1872 begann Köcher sein Lehramt als Probandus am unter der Leitung des Direktors Julius Schöning geführten Gymnasium zu Göttingen und unterrichtete dort ab Michaelis 1873 bis Michaelis 1875 als ordentlicher Lehrer die Fächer Geschichte und Geographie für die oberen Klassen.
Zu Michaelis 1875 wurde Adolf Köcher nach Hannover ans dortige Kaiser Wilhelm-Gymnasium berufen.
Ab 1886 wirkte Köcher als korrespondierendes Mitglied der Königlich Sächsischen Gesellschaft der Wissenschaften.
Der Geheime Studienrat wirkte zudem seit 1890 und seit 1892 mit dem Titel „Professor“ als Dozent für Geschichte an der Technischen Hochschule Hannover.
Laut dem Adreßbuch, Stadt- und Geschäftshandbuch der Königlichen Residenzstadt Hannover und der Stadt Linden von 1912 wohnte der am Kaiser-Wilhelm-Gymnasium beschäftigte Oberlehrer im dritten Stockwerk der Bödekerstraße 11.

## Köcherstraße
Die 1958 im hannoverschen Stadtteil Waldheim südlich des Senator-Eggers-Wegs angelegte Köcherstraße ehrt den Geheimen Studienrat Adolf Köcher seitdem durch ihre Namensgebung.

## Schriften
- Zwölf Thesen über den Geschichtsunterricht auf höheren Schulen, 26 Seiten, Hannover: Hahnsche Hofbuchhandlung, 1880
- Die Selbstbiographie des Ministers Andreas Gottlieb von Bernstorff, 12 Seiten im Schulprogramm des Kaiser-Wilhelm Gymnasiums, Hannover: Klindworth, 1877; Digitalisat der Bayerischen Staatsbibliothek
- Päpstliche Breven an Herzog Johann Friedrich von Hannover, 24 Seiten, Hannover: Kaiser-Wilhelm-Gymnasium, 1887
- Geschichte von Hannover und Braunschweig 1648 bis 1714 (=  Publicationen aus den Königlich Preußischen Staatsarchiven), Leipzig: S. Hirzel
  - 1. Theil, 1884
  - 2. Theil, 1895
- Auslassungen der Herzogin Elisabeth Charlotte von Orleans über die Prinzessin von Ahlden, in: Zeitschrift des Historischen Vereins für Niedersachsen, Hildesheim: Lax, (1882), S. 219ff.
- Die Beziehungen zwischen Frankreich und dem Hause Braunschweig-Lüneburg in der Epoche der Tripelallianz, in: Zeitschrift des Historischen Vereins für Niedersachsen, Hildesheim: Lax, (1886), S. 235ff.
- Memoiren der Eleonore von dem Knesebeck, Hofdame der Prinzessin von Ahlden, in: Zeitschrift des Historischen Vereins für Niedersachsen, Hildesheim: Lax, (1889), S. 228ff.
- Der Ursprung der Grundherrschaft und die Entstehung des Meierrechts in Niedersachsen, Vortrag von A. Köcher im Historischen Verein für Niedersachsen am 8. Februar 1897, Sonder-Abdruch aus: Zeitschrift des Historischen Vereins für Niedersachsen, 1897
- Herzog Johann Friedrich, Bischof Steno und Pastor Petersen in Hannover, in: Zeitschrift des Historischen Vereins für Niedersachsen, Hildesheim: Lax, (1899), S. 204ff.
- Die Varusschlacht, in: Historisches Taschenbuch, hrsg. von Wilhelm Maurenbrecher, Folge 6, Jg. 9 (1890), [Leipzig]: [Brockhaus], S. 1–38

als Herausgeber
- Memoiren der Herzogin Sophie nachmals Kurfürstin von Hannover. Leipzig, 1879
  - Neudruck (= Publikationen aus den königlich preußischen Staatsarchiven, Bd. 4), Osnabrück: Zeller, 1969